# Liste der Nationalparks in Südafrika

Karte der Nationalparks unter Verwaltung der SAN

Viele der südafrikanischen Nationalparks, vor allem der Kruger-Nationalpark, sind weltbekannt. Die Nationalparks wurden eingerichtet, um die weitgehend unberührte Natur zu schützen.
Die mit der Verwaltung des größten Teils der Nationalparks beauftragte Institution (South African National Parks, kurz: SANParks) arbeitet auf der Basis des National Environmental Management: Protected Areas Act (Act 57 of 2003). SANParks wurde 2003 gegründet und verwaltet 19 mit einer Gesamtgröße von 37.511,13 km2 Das entspricht mehr als 3 % der Fläche Südafrikas.
Ihre Vorläuferinstitution war das National Parks Board, das 1926 errichtet wurde.

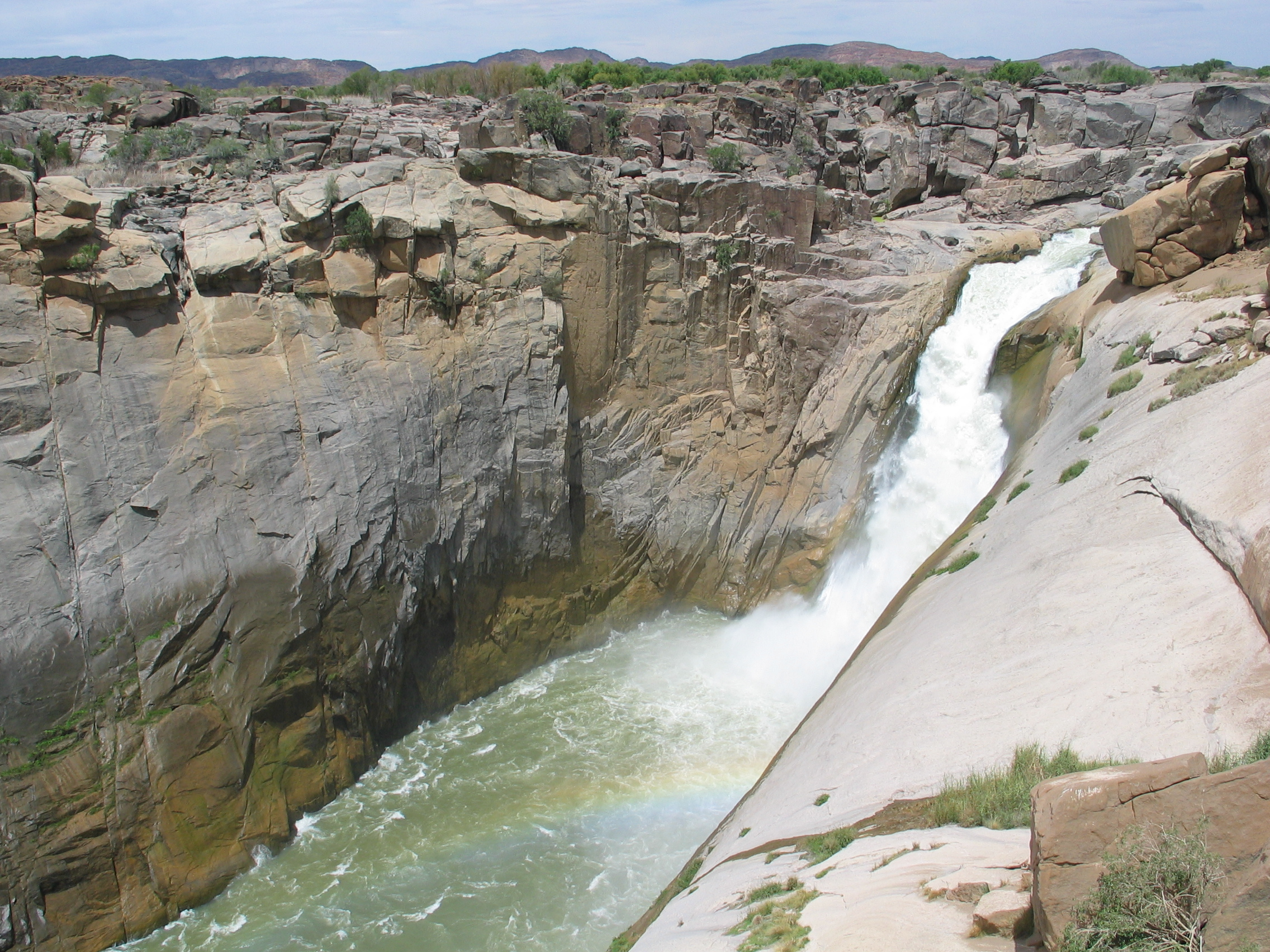
Augrabies-Falls-Nationalpark

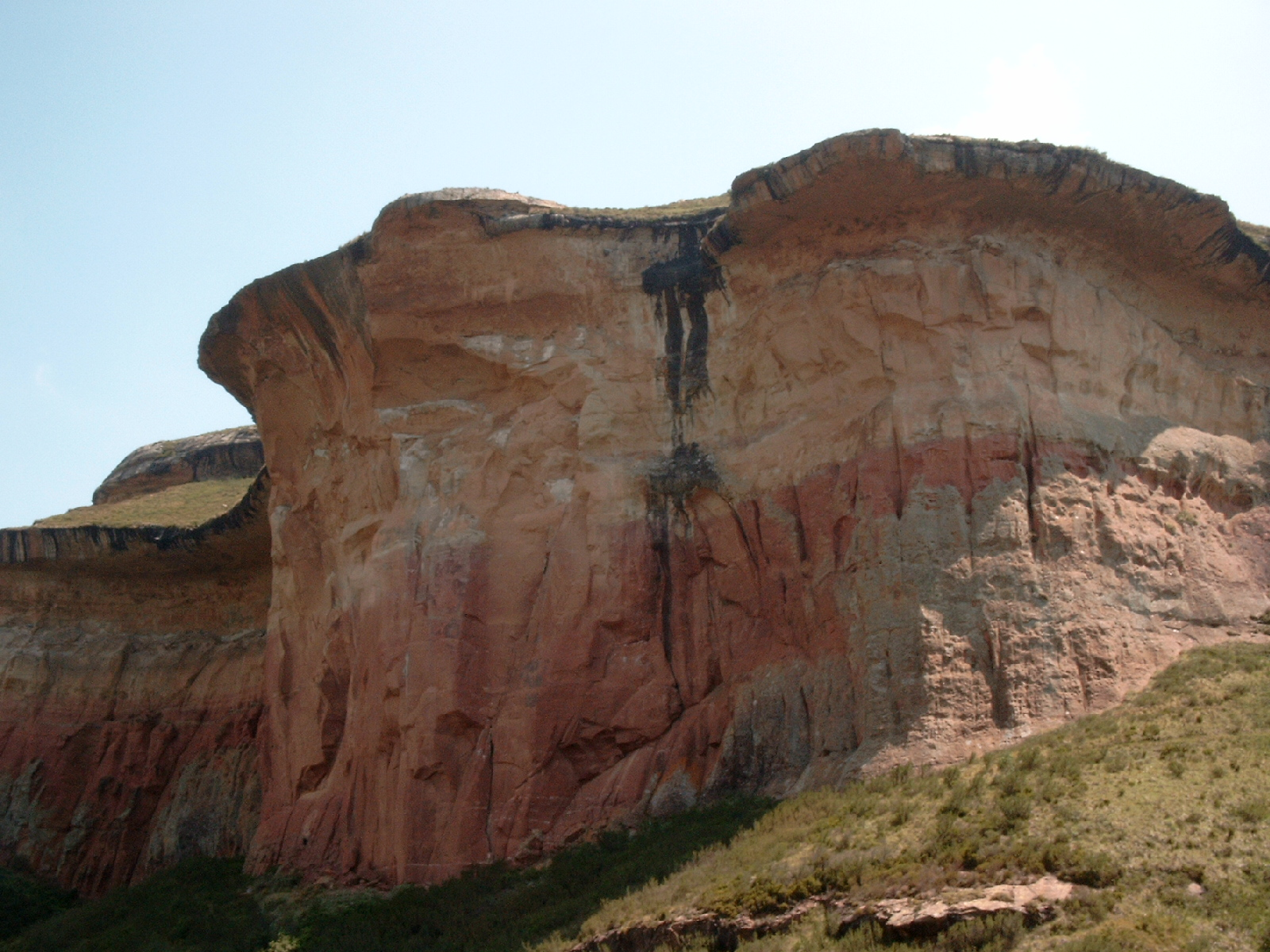
Golden-Gate-Highlands-Nationalpark

Tsitsikamma-Nationalpark

| \| \| |
|       |

|  |

| \| \| |
|       |

|  |

## Ehemalige Parks
- Vaalbos-Nationalpark (aufgelöst)[2]
- Wilderness-Nationalpark (jetzt zugehörig zum Garden-Route-Nationalpark)
- Knysna National Lake Area (jetzt zugehörig zum Garden-Route-Nationalpark)
- Tsitsikamma-Nationalpark (jetzt zugehörig zum Garden-Route-Nationalpark)
- Royal-Natal-Nationalpark (jetzt zugehörig zum Ukhahlamba-Drakensberg-Park)